# گمینا اوشک (استان پومرانی)
گمینا اوشک (استان پومرانی) (به لهستانی:  Gmina Osiek) یک گمینا در لهستان است که در شهرستان استاروگارد واقع شده‌است. گمینا اوشک ۱۵۵٫۶۳ کیلومتر مربع مساحت و ۲٬۴۱۶ نفر جمعیت دارد.